# Boloria fuscata
Boloria fuscata är en fjärilsart som beskrevs av Ruggero Verity 1950. Boloria fuscata ingår i släktet Boloria och familjen praktfjärilar. Inga underarter finns listade i Catalogue of Life.